# Campionato femminile Rugby Europe
Il Campionato europeo di rugby a 15 femminile (in inglese Women's European Trophy, in francese Trophée européen féminin de rugby à XV) è la massima competizione europea di rugby a 15 femminile per squadre nazionali, ed è organizzata da Rugby Europe, organismo di governo della disciplina in Europa e branca continentale di World Rugby; analogo femminile del campionato europeo per Nazioni maschile, a differenza di quest'ultimo prevede la partecipazione delle Nazionali di fascia più alta, che partecipano anche al Sei Nazioni femminile.
Istituito nel 1988 come Coppa Europa femminile senza valore ufficiale da parte della FIRA, esso vide la sua prima edizione ufficiale nel 1995, e il Paese ospitante fu l'Italia.
Dal 2000, inoltre, esso si svolge su due divisioni, dette Pool A (la prima divisione) e Pool B (la seconda).
Le due Nazioni più vittoriose della competizione sono Francia (a tutto il 2009 quattro titoli, di cui il primo, quello del 1988, non ufficiale) e Inghilterra (3 titoli e un secondo posto); nel 2008 la Francia ha partecipato alla Pool A con la squadra "A" e alla Pool B con la Militare; a seguire figura l'Italia (3 vittorie, una delle quali senza valore di campionato europeo); Spagna e Scozia vantano due vittorie ciascuna.
L'edizione del 2009 è valsa come zona europea di qualificazione alla Coppa del Mondo femminile 2010.
Rugby Europe assegna il titolo di campione europeo solo alle edizioni di trofeo che si tengono negli anni bisestili.

## Cronologia delle edizioni

### Piazzamenti
| Anno | Paese ospitante              |                 | Pool A          | Pool A               | Pool A               | Pool A        |              | Pool B          | Pool B          | Pool B | Pool B |
| Anno | Paese ospitante              | Campione        | Finalista       | 3ª classificata      | 4ª classificata      | Campione      | Finalista    | 3ª classificata | 4ª classificata |        |        |
| 1988 | Francia                      | Francia         | Regno Unito     | Italia               | Paesi Bassi          | -             | -            | -               | -               |        |        |
| 1995 | Italia                       | Spagna          | Francia         | Italia               | Paesi Bassi          | -             | -            | -               | -               |        |        |
| 1996 | Spagna                       | Francia         | Spagna          | Italia               | Paesi Bassi          | -             | -            | -               | -               |        |        |
| 1997 | Francia                      | Inghilterra     | Scozia          | Spagna               | Francia              | -             | -            | -               | -               |        |        |
| 1999 | Italia                       | Francia         | Spagna          | Scozia               | Inghilterra          | -             | -            | -               | -               |        |        |
| 2000 | Spagna                       | Francia         | Spagna          | Inghilterra          | Scozia               | Fiandre       | Paesi Bassi  | Germania        | -               |        |        |
| 2001 | Francia                      | Scozia          | Spagna          | Inghilterra          | Francia              | Svezia        | Paesi Bassi  | Germania        | Belgio          |        |        |
| 2002 | Italia                       | Italia          | Svezia          | Germania             | Paesi Bassi          | -             | -            | -               | -               |        |        |
| 2003 | Svezia (A) Paesi Bassi (B)   | Spagna          | Francia         | Svezia               | Italia               | Paesi Bassi   | Germania     | Norvegia        | Danimarca       |        |        |
| 2004 | Francia                      | Francia         | Inghilterra     | Scozia               | Galles               | Paesi Bassi   | Germania     | Norvegia        | Danimarca       |        |        |
| 2005 | Germania (A) Bosnia-Erz. (B) | Italia          | Svezia          | Paesi Bassi          | Germania             | Russia        | Norvegia     | Bosnia-Erzeg.   | -               |        |        |
| 2006 | Italia                       | Italia          | Paesi Bassi     | Russia               | Svezia               | -             | -            | -               | -               |        |        |
| 2007 | Spagna (A) Belgio (B)        | Inghilterra     | Francia         | Spagna               | Paesi Bassi          | Francia Univ. | Belgio       | Germania        | Romania         |        |        |
| 2008 | Paesi Bassi                  | Inghilterra     | Galles          | Irlanda              | Francia              | Russia        | Francia Mil. | Germania        | Belgio          |        |        |
| 2009 | Svezia                       | Scozia - Svezia | Scozia - Svezia | Paesi Bassi - Spagna | Paesi Bassi - Spagna | -             | -            | -               | -               |        |        |
| 2010 | Francia                      | Spagna          | Italia          | Paesi Bassi          | Svezia               | -             | -            | -               | -               |        |        |
| 2011 | Spagna                       | Inghilterra     | Spagna          | Francia              | Italia               |               | -            | -               | -               | -      |        |
| 2012 | Italia                       | Inghilterra     | Francia         | Italia               | Spagna               | -             | -            | -               | -               |        |        |

- Edizioni non riconosciute dalla FIRA
- Edizioni non valide per l'assegnazione del titolo europeo

### Classifica per Nazioni (solo Pool A)
| Nazione       |        |   |   |
| ------------- | ------ | - | - |
| Spagna        | 10 (1) | 5 | 3 |
| Francia       | 4 (1)  | 3 | - |
| Inghilterra   | 3      | 1 | 2 |
| Italia        | 3 (2)  | - | 3 |
| Scozia        | 2 (1)  | 1 | 2 |
| Svezia        | 1 (1)  | 1 | 2 |
| Paesi Bassi   | -      | 2 | 1 |
| Galles        | -      | 1 | - |
| Gran Bretagna | -      | 1 | - |
| Germania      | -      | - | 1 |
| Irlanda       | -      | - | 1 |
| Russia        | -      | - | 1 |